# This Mean War!
Pour les articles homonymes, voir This Means War.
This Mean War! est un jeu vidéo de stratégie en temps réel développé par Starjammer Studios et Illusion Machines et publié par MicroProse en janvier 1996 sur Windows. Le jeu se déroule dans un futur hypothétique dans laquelle le monde à sombrer dans l'anarchie à la suite d'une panne informatique générale causée par un virus. Son système de jeu s'articule autour de différentes ressources – la population, le minerai, l'énergie et la nourriture – que le joueur doit gérer pour développer sa base et créer une armée. La campagne du jeu est constituée d'une quarantaine de missions, de nouvelles unités étant débloquées au fur et à mesure que le joueur avance dans celles-ci.

## Trame
Le jeu se déroule au XXIe siècle, dans un futur hypothétique de la terre. Dans celui-ci, un jeu vidéo appelé Snark Hunt déchaîne les passions et s'impose rapidement comme un loisirs incontournable. Un jour, tous les ordinateurs de la planète tombent en panne les un après les autres et des universitaires ne tardent pas à découvrir l’origine du problème : un virus transmis par l'intermédiaire de Snark Hunt. Les différentes nations du monde s'écroule alors peu à peu et bientôt, les humains se rassemblent en tribus nomade rasant tout sur leur passage à la recherche de nourriture. Un général parvient néanmoins à réorganiser les dernières forces des États-Unis, du Canda, du Mexique et du Nicaragua et forme une armée baptisé Free World Alliance destinée à rétablir l'ordre mondial,.

## Système de jeu
This Mean War! est un de jeu de stratégie en temps réel dans la lignée de Command and Conquer. Comme dans ce dernier, le joueur doit collecter des ressources et développer sa base afin de disposer des moyens de production nécessaire à la création d’une armée pour combattre l’ennemi. Afin de disposer de suffisamment de main d’œuvre pour assurer les activités de production, le joueur doit faire prospérer sa population. Pour cela, il doit fournir à ses habitants de la nourriture et de l’énergie, qui nécessite notamment des fermes, des moulins et des puits de pétrole. Outre la nourriture et l’énergie, le joueur doit également assurer son approvisionnement en acier, qui est nécessaire à la construction et à la réparation des unités et des bâtiments. Il dispose au départ d’une aciérie, avec un stock d’acier, mais celui-ci n’est pas inépuisable et il doit donc trouver un gisement et y construire une mine afin de continuer à subvenir à ses besoins. Il doit également fabriquer des camions pour assurer le transport de l’acier des mines vers l’aciérie. Outre les bâtiments assurant l’approvisionnement de sa base en nourriture, en énergie et en acier, le joueur peut construire différents bâtiments de soutien, comme le centre de commandement  qui lui permet de mener des actions d’espionnage et de contre-espionnage, pour par exemple de localiser les bases ennemies, et d’organiser le sabotage des installations ennemies, ou la protection de sa base,. Il peut également construire les bâtiments produisant des unités militaires, comme les casernes et les usines, ainsi que des structures défensives comme les murs, les bunkers, les tourelles et les radars.Le rendement des bâtiments de production peut être ajusté par le joueur, plus ces derniers produisant vite, plus le coût en acier étant élevé.
Les unités de combat incluent de l’infanterie légère, des éclaireurs et des ingénieurs ainsi que nombreux véhicules, blindés ou non, des avions et de l’artillerie. Dans les premiers scénarios de la campagne du jeu, le joueur ne dispose que d’un panel limité d’unité, incluant de l'infanterie et des véhicules de combats légers. Au fur et à mesure qu'il progresse dans le jeu, il débloque d'autres types d'unités d'infanteries (marines, troupes armées de bazookas ou de mortiers) et de nouveaux véhicules (transports, chars et artilleries). Viennent ensuite les véhicules aériens comme les chasseurs, les bombardiers ou les hélicoptères. Les unités peuvent être groupées et se voir assignées une formation et un commandant, sous la forme d’un officier, produit dans la caserne, qui lui confère des bonus en attaque et en défense. En tuant des unités ennemies, les unités gagnent de l’avancement. Après cinq victimes, une unité d’infanterie obtient par exemple le statut de vétéran et se voit attribuer des bonus.
Le mode solo du jeu propose une campagne comptant une quarantaine de missions.

## Développement et publication
This Mean War! est conçu par Jeff Johannigman et développé par Star Jammer Studios et Illusion Machines. Il est publié par MicroProse en janvier 1996 sur PC (Windows).

## Accueil
| This Mean War!        |      |       |
| Média                 | Pays | Notes |
| Computer Gaming World | US   | 2.5/5 |
| Gen4                  | FR   | 80 %  |
| Joystick              | FR   | 72 %  |
| PC Gamer UK           | GB   | 82 %  |
| PC Gamer US           | US   | 49 %  |
| PC Zone               | GB   | 89 %  |

À sa sortie, This Mean War! est très critiqué par le journaliste Arinn Dembo du magazine Computer Gaming World qui estime que s’il propose « énormément de contenu », et est donc susceptible de plaire aux fans de stratégie et de tactique, il est desservi par le fait qu’il « ne fonctionne pas » correctement. Il note en effet que le jeu propose des éléments intéressant comme sa musique, sa trame, ses nombreux scénarios, son nombre impressionnant d’unités et les détails sympathiques de son système de combat. Il juge cependant  le jeu « injouable » du fait de ses « horribles performances techniques » puisqu’il nécessite une configuration « outrageuse », qu’il est très lent et qu’il plante régulièrement. Il ajoute que s’il ressemble énormément à Command and Conquer, il ne peut se comparer à celui-ci en termes de qualité, avant de conclure qu’une nouvelle version, plus rapide, ou une suite, avec des graphismes et des effets sonores plus modernes, seraient les bienvenus mais qu’en attendant, il « ne vaut pas le coup ». Dans le magazine Gen4, le journaliste Frédéric Marié est plus enthousiaste. S’il met également en avant ses problèmes de ralentissement, il note effet qu’il n’apparaisse que quand le nombre d’unité à l’écran devient très important et que ce n’est pas le cas dans tous les scénarios. Il affirme également que d’après MicroProse, son éditeur, le problème est corrigé dans la version finale du jeu. Pour le reste, il fait d’abord l’éloge des « nombreuses options tactiques » qu’il offre grâce à la diversité des unités proposé, qui a selon lui « de quoi affoler ». Il note ensuite que son interface est « très complète, plutôt agréable et facile à maitriser », même s’il regrette l’utilisation du cliquer-glisser pour donner des ordres aux unités, qui la rend moins intuitive que celle de Command and Conquer et de Warcraft II. Il salue également ses « graphismes soignés », ses nombreux scénarios et sa difficulté progressive avant de conclure que mise à part l’absence d’un mode multijoueur, il possède de quoi se mesurer aux ténors du genre que son Command and Conquer et de Warcraft II. Le journaliste de Joystick juge lui aussi que les fans de stratégie peuvent y trouver leur compte grâces à ses « graphismes mignons », à sa « grande variété d’unités » et à ses « nombreuses options ». Il déplore cependant que sa « prise en main [ne soit] pas évidente » avant de conclure que sa « réalisation désastreuse » le rend quasiment « injouable » et qu’il est donc à éviter.